# Archivo General de la Nación (Colombia)
El Archivo General de la Nación (llamado "Archivo General de la Nación Jorge Palacios Preciado" a partir del 2011 gracias al Artículo 1° de la Ley 1470 de 2011) es el Archivo Nacional de Colombia. Es un establecimiento público del gobierno nacional colombiano que promueve la conservación y consulta del legado documental nacional y ponerlo al servicio de la comunidad. Es la cabeza del Sistema Nacional de Archivos y está adscrita al Ministerio de Cultura. Su sede en Bogotá es una edificación inaugurada el 1 de septiembre de 1992. Es obra del arquitecto Rogelio Salmona, quien fue premiado en la Bienal de Arquitectura de 1994.

## Contenido
Reúne documentos de todos los períodos de la historia de América (desde la Conquista hasta el presente) procedentes no sólo de Colombia sino también de los territorios que conformaron la Nueva Granada o, posteriormente, la Gran Colombia como Venezuela, Ecuador y Panamá. También hay documentos provenientes de América Central, Perú y Chile. Su fondo "Negros y Esclavos" fue distinguido por la Unesco como parte del programa Memoria del Mundo.

## Funciones
Las funciones del archivo general de la nación AGN se regulan mediante lo que establece la Ley 80 de 1989, Decreto 1777 de 1990 y Decreto 106 de 2015 que dice:
Establecer, organizar y dirigir el Sistema Nacional de Archivos, con el fin de planear y coordinar la función archivística en toda la Nación, salvaguardar el patrimonio documental del país y ponerlo al servicio de la comunidad.
Fijar políticas y expedir los reglamentos necesarios para garantizar la conservación y el uso adecuado del patrimonio documental de la Nación, de conformidad con los planes y programas que sobre la materia adopte la junta.
Seleccionar, organizar, conservar y divulgar el acervo documental que integre el Archivo de la Nación así como el que se le confíe en custodia.
Formular, orientar, coordinar y controlar la política nacional de archivos, acorde con el Plan Nacional de Desarrollo y los aspectos económicos, sociales, culturales, científicos y tecnológicos de los archivos que hagan parte del Sistema.
Promover la organización y fortalecimiento de los archivos del orden nacional, departamental, intendencial, comisarial, municipal y distrital para garantizar la eficacia de la gestión del Estado y la conservación del patrimonio documental, así como apoyar a los archivos privados que revistan especial importancia cultural o histórica.
Establecer relaciones y acuerdos de cooperación con instituciones educativas culturales, de investigación y con archivos extranjeros.
Apoyar la organización de archivos especializados en las distintas áreas del saber, así públicos como privados.
Regular y racionalizar la producción, gestión y administración de los archivos de la administración pública.
Apoyar la investigación de la información contenida en los distintos archivos de la nación a partir de fuentes primarias y el uso y consulta de los archivos para las decisiones de la gestión administrativa.